# Народни музеј Кикинда
Народни музеј Кикинда основан је 1946. године. Налази се у велелепној класицистичкој згради која је првобитно била градска курија и седиште Великокикиндског диштрикта. Музеј располаже са преко 25.000 експоната разврстаних у пет категорија: археолошка, историјска, етнолошка, природњачка и уметничка. Од 2006. године, у власништву музеја је и скелет мамута, откривен 1996. године на глинокопу фабрике Тоза Марковић. Музеј је организатор манифестација Мамутфест и Ноћ музеја.

## Стална поставка

### Археолошко одељење
Археолошка збирка је највећа од збирки музеја са приближно 13.000 експоната из периода од млађег каменог доба до краја средњег века. Формирана је оснивањем музеја и континуално обогаћивана захваљујући систематским ископавањима на локалитетима Северног Баната. Најзначајнији су налази из периода бронзаног доба а међу њима нарочито се истичу експонати са некрополе у Мокрину. Такође је значајан вишеслојни археолошки локалитет надомак града који истражују стручњаци музеја, земљано утврђење Градиште.

### Историјско одељење
Историјска збирка се састоји од око 4000 експоната значајних за локалну историју: писана документа, предмете и стари новац. Међу експонатима, најистакнутије место заузима Застава Великокикиндског диштрикта из 1867. године. На њој је представљен, у средишњем делу, грб Кикинде, а око њега грбови места некадашњег Великокикиндског диштрикта. Заставу је осликао Павле Симић (1818-1876), познати војвођански уметник.

### Етнолошко одељење
Етнолошка збирка је формирана одмах по оснивању музеја а систематским откупом и сакупљањем до данас је израсла у збирку од преко 5.000 експоната. Предмети су приказани тако да пружају целовиту слику о некадашњем начину живота било да је реч о занатству, пољопривреди или домаћој радиности.

### Уметничко одељење
Уметничка збирка обухвата око 2000 експоната. Од дела ликовне уметности најзначајнији је легат слика Николе Алексића који је представник епохе бидермајера у војвођанском сликарству и захваљујући чијим портретима је сачувана слика нашег грађанског друштва. У оквиру уметничког одељења значајна је и збирка савремене уметности.

### Природњачко одељење
Природњачка збирка је најмлађа збирка музеја, формирана 1995. године. Њен већи део, међутим, чини стара, гимназијска збирка која обухвата хербаријуме, инсектаријуме и препариране животиње – посебно су вредне птице. Музеј располаже и збирком репрезентативних руда и минерала.